# Griesheim-sur-Souffel

Griesheim-sur-Souffel este o comună în departamentul Bas-Rhin, Franța. În 1 ianuarie 2022 avea o populație de 1.223 de locuitori.